# Feid
Salomón Villada Hoyos (nascido em 19 de agosto de 1992), mais conhecido pelos seus nomes artísticos Feid e Ferxxo, é um cantor, compositor e produtor musical colombiano. Nascido em Medellín, Colômbia, trabalhou com vários cantores conhecidos como Bad Bunny, J Balvin, Sebastián Yatra, Manuel Turizo, Maluma e Karol G.

## Vida e carreira
Feid nasceu a 19 de agosto de 1992 em Medellín, Colômbia. É filho de Berta Lucía Hoyos, professora do ensino pré-escolar e psicóloga. O seu pai, Jorge Mario Villada, é professor universitário de artes. A sua irmã Manuela Villada Hoyos é atualmente estudante de design gráfico. Frequentou os cursos de extensão musical da Universidade de Antioquia em Medellín.
Na sua infância, aprendeu a tocar clarinete, que mais tarde abandonou quando decidiu começar a cantar. Quando entrou para a universidade, teve aulas de canto e cantava em frente dos seus amigos. Também fez parte do coro da faculdade. Finalmente, concentrou-se em fazer música reggaeton. Também cantava em festas da faculdade, festas de aniversário e reuniões. Ele prefere hip-hop e R&B e segue artistas como Drake, T-Pain e Chris Brown, mas tornou-se artista de reggaeton porque sentiu que era mais popular entre as gerações mais jovens.